# Stratégie de minimisation des risques
La stratégie de minimisation des risques (ou bet-hedging en anglais,,) est un concept d'écologie évolutive décrivant des mécanismes variés de réponse à des stress biotiques ou abiotiques, notamment en ce qui concerne des types de comportements de reproduction et de dynamique de populations de certaines espèces. Les stress abiotiques sont tous ceux dérivant d'un caractère stochastique des conditions environnementales (telles que la quantité de précipitations ou la température) tandis que les stress biotiques peuvent provenir d'interactions biologiques intra spécifiques (par exemple la compétition pour des ressources) ou inter spécifiques (par exemple la prédation).

## Introduction
La notion de minimisation du risque est intrinsèquement reliée à la notion d'aléatoire. En économie et finance, le concept d'aversion au risque fait référence à la tendance de certaines personnes à se contenter de gains inférieurs à la moyenne lorsque l'incertitude dans ces gains est, en échange, réduite.
Transposée à l'écologie, la minimisation de risques est un ensemble de stratégies évolutives dans lesquelles un phénotype est privilégié, non pas parce qu'il est optimal pour les conditions biotiques et abiotiques les plus probables, mais parce qu'il est le moins mauvais dans des environnements particulièrement hostiles à la survie et reproduction des individus.
Le terme bet-hedging est adopté à la suite des travaux de Gillespie et Slatkin, mais l'idée avait déjà été utilisée dans Cohen et Lewontin & Cohen.
Lorsque des individus d'une ou plusieurs espèces sont confrontés à un environnement stable, la théorie de l'évolution stipule que, sur le long terme, les phénotypes les plus adaptés à cet environnement auront tendance à proliférer tandis que les phénotypes moins adaptés auront tendance à disparaître, le tout sous l'effet de la sélection naturelle. L'adaptation d'un phénotype à un environnement donné est mesurée par sa fitness {\displaystyle f}
Cependant, l'environnement peut être amené à changer. Dans certains cas, la variabilité environnementale est telle que des phénotypes sélectionnés à un moment donné peuvent être fortement contre-sélectionnes à un autre moment. Dès lors, les espèces confrontées à ce type d'environnements doivent développer des stratégies évolutives adaptées à la survie en conditions potentiellement variables.
Supposons, concrètement, qu'une espèce est exposée à des environnements changeants {\displaystyle {\mathcal {E}}_{i}}, pour lesquels elle a des fitness associées {\displaystyle f_{i}}. Supposons de plus qu'à chaque année les conditions environnementales sont choisies, de façon indépendante du passé, selon des probabilités {\displaystyle p_{i}}. Étant donné que la fitness annuelle représente une capacité à survivre et à se reproduire, une bonne mesure de fitness sur un ensemble de plusieurs années est le produit des fitness annuelles
{\displaystyle F=f_{1}^{N_{1}}\times \dots \times f_{\ell }^{N_{\ell }},}où {\displaystyle N_{i}} est le nombre d'occurrences de l'environnement {\displaystyle {\mathcal {E}}_{i}} sur la période. Sur un grand nombre {\displaystyle N} d'années, {\displaystyle N_{i}\approx Np_{i}}, et donc
{\displaystyle F=\left(\prod _{i=1}^{\ell }f_{i}^{p_{i}}\right)^{N}=\exp {\big [}N\mathbb {E} _{p}\ln f{\big ]}.}Ainsi, lorsque l'étude est faite sur des longues périodes, la fitness du phénotype dépend de la moyenne géométrique des fitness, {\displaystyle \exp \left[\mathbb {E} _{p}\ln f\right]}, cette moyenne étant prise par rapport à la distribution de conditions environnementales. Ce résultat s'oppose à la fitness moyenne sur chacune des années, qui est quant-à-elle donnée par la moyenne arithmétique des {\displaystyle f_{i}}, {\displaystyle {\bar {f}}=\mathbb {E} _{p}\left[f\right]}. Ces deux moyennes étant différentes, les stratégies optimales peuvent ne pas être les mêmes selon quelle fitness est optimisée. En effet, la sensibilité de {\displaystyle F} varie en fonction des {\displaystyle f_{i}},
{\displaystyle {\frac {\partial F}{\partial f_{i}}}=N{\frac {p_{i}}{f_{i}}}F.}Ainsi, les petites fitness ont une influence accrue sur {\displaystyle F}: des faibles changements dans l'adaptation aux environnements les plus hostiles ont un impact beaucoup plus important que des changements de fitness par rapport aux environnements favorables. Écologiquement, la raison est simple: il suffit d'une année mauvaise pour décimer les populations inadaptées aux environnements hostiles. Augmenter les chances de survie et de reproduction dans ces années-là a donc bien plus d'effet que d'augmenter la fitness sur les années déjà favorables.
La moyenne géométrique s'oppose ainsi à la moyenne arithmétique, qui est sensible à tous les environnements sans distinction, car elle ne capture pas d'effet à long terme. En pratique, augmenter la fitness pour un environnement hostile se fait souvent aux dépens de la fitness pour les environnements favorables. Dès lors, optimiser la moyenne géométrique peut impliquer de réduire la moyenne arithmétique. On dit dans ce cas que l'organisme a adopté une stratégie de minimisation de risques, préférant réduire son taux de développement dans les années favorables pour se protéger lors des années défavorables.
Les différentes stratégies de minimisation de risques sont traditionnellement regroupées sous deux catégories : stratégies conservatrices (conservative bet-hedging ou CBH, en anglais) et diversifiées (diversified bet-hedging ou DBH, en anglais). La différence entre ces deux groupes est liée à la variabilité phénotypique au sein de l'espèce. Autrement dit, les individus au sein d'une génération sont-ils similaires les uns aux autres ou très différents?

### Stratégie conservatrice
Les stratégies conservatrices consistent d'une part à réduire la variabilité phénotypique au sein de l'espèce (tous les individus se ressemblent fortement), et d'autre part à présenter un phénotype de type généraliste (ils sont capables de supporter un large panel de variations mais leur fitness n'est optimale pour aucune d'entre elles). Le choix est donc d'assurer des taux de reproduction homogènes sur l'ensemble des conditions possibles. Ces stratégies sont sélectionnées lorsque les conditions sont changeantes à l'échelle de temps d'un seul individu dans la lignée, et sont donc favorisées par les effets qui contribuent de façon multiplicative à la fitness (comme par exemple des probabilités annuelles de survie).
De nombreuses espèces de champignons (Fungi) sont par exemple capables de se développer sur une grande diversité d'arbres et de bois, mais sont en revanche de moins bonnes consommatrices de ressources que d'autres espèces qui, étant spécialistes, ne peuvent survivre que sous certaines conditions. Cela leur permet d'avoir un panel large d'habitats exploitables. En présence d'habitats fragmentés, les spores de ces espèces sont amenées, après dispersion, à se développer dans des conditions environnementales très hétérogènes. Le phénotype généraliste apparaît alors comme une stratégie de minimisation du risque.

### Stratégie diversifiée
Contrairement aux stratégies conservatrices, les stratégies diversifiées privilégient une grande variabilité phénotypique et des individus spécialistes, c'est-à-dire pouvant chacun exploiter de façon optimale un type de ressource donné dans un type d'environnement donné. Ainsi, quelles que soient les conditions environnementales, une petite partie de la progéniture sera capable de se développer fortement pour maintenir l'espèce, même si la majorité des autres phénotypes est contre-sélectionnée de par leur caractère spécialiste. Ces stratégies sont possibles lorsque la variabilité s'exprime peu à l'échelle de temps d'un seul individu de la lignée, mais est contre-sélectionnée au profit des stratégies généralistes lorsque les conditions sont changeantes dans les échelles de temps courtes. Elles sont en particulier favorisées par les effets qui contribuent de façon additive à la fitness (comme par exemple des temps de fourragement lorsque celui-ci n'implique pas de danger pour l'individu).

### Comparaison des stratégies
L'arbitrage entre les stratégies conservatrices et diversifiée peut être vu en considérant un modèle simplifié de fitness: soit une population caractérisée par un trait phénotypique continu {\displaystyle z\in \mathbb {R} }, dont la fitness des individus est donnée, en fonction de leur phénotype, par une gaussienne normalisée
{\displaystyle f(z,\theta ,\omega )={\frac {1}{{\sqrt {2\pi }}\omega }}\mathrm {e} ^{-{\frac {(z-\theta )^{2}}{2\omega ^{2}}}}.}
{\displaystyle \theta } est donc le phénotype optimal, c'est-à-dire maximisant la fitness, tandis que {\displaystyle \omega } détermine la largeur de la courbe. {\displaystyle \omega } caractérise donc la stratégie adoptée par l'espèce: il est grand pour des individus généralistes et petit pour des individus spécialistes. Au contraire, {\displaystyle \theta } dépend des conditions environnementales: a chaque environnement est associé un phénotype optimal différent. Pour introduire de la variabilité dans les phénotypes de l'espèce, {\displaystyle z} suit une loi normale, {\displaystyle z\sim {\mathcal {N}}({\bar {z}},\sigma _{z})}. De même, la stochasticité environnementale est caractérisée par une distribution normale, {\displaystyle \theta \sim {\mathcal {N}}({\bar {\theta }},\sigma _{\theta })}. En supposant que {\displaystyle {\bar {\theta }}={\bar {z}}}, c'est-à-dire que la distribution des phénotypes est déjà alignée sur la distribution environnementale (sous l'effet de la sélection naturelle, par exemple), la fitness géométrique de la population est

| {\displaystyle \exp \left[\mathbb {E} _{\theta }\ln \mathbb {E} _{z}f(z,\theta ,\omega )\right]\propto {\frac {1}{\sqrt {\omega ^{2}+\sigma _{z}^{2}}}}\exp \left(-{\frac {\sigma _{\theta }^{2}}{2\left(\omega ^{2}+\sigma _{z}^{2}\right)}}\right).} | \| \| \| \| \| \| \| \| | (Eq. 1) |
| |                         |         |
| |                         |         |
Le but étant de maximiser cette quantité, la condition à satisfaire est {\displaystyle \omega ^{2}+\sigma _{z}^{2}=\sigma _{\theta }^{2}}. En d'autres termes: lorsque la variabilité phénotypique diminue, les individus se doivent d'être plus généralistes ({\displaystyle \omega } augmente), tandis que lorsque les individus deviennent spécialistes ({\displaystyle \omega } diminue) il est nécessaire d'augmenter la variabilité phénotypique de la population. Par ailleurs, l'échelle de variabilité est fixée par les fluctuations environnementales {\displaystyle \sigma _{\theta }^{2}}.
Dans (Eq. 1) la moyenne sur les phénotypes est prise avant le logarithme: il s'agit donc, contrairement à la moyenne sur l'environnement, d'une moyenne arithmétique. La raison en est que l'arbitrage entre stratégies diversifiées et stratégies conservatrices n'est possible que si les conditions sont stables à l'échelle de temps des individus (c.f paragraphes précédents). La variabilité phénotypique s'exprime ainsi à chaque génération, contrairement à la variabilité environnementale qui s'exprime sur des échelles de temps plus longues.

## Modèle de Cohen (1966)

### Description mathématique
Le travail fondateur de Cohen concerne la reproduction de plantes dans un environnement variable. De nombreuses espèces de plantes annuelles sémelpares (c'est-à-dire, qui ne se reproduisent qu'une fois par an et meurent après la reproduction) ont développé la capacité de retarder la germination des graines de plusieurs mois, voire de plusieurs années, en attendant des conditions plus propices à la survie des descendants. Cependant, ce phénomène de dormance des graines n'est pas nécessairement adaptatif: le même pourcentage de graines germe alors indépendamment des conditions externes, ce qui représente un avantage lorsqu'elles sont hostiles, mais un désavantage compétitif lorsqu'elles sont propices au développement, la plante produisant moins de descendance que des espèces non dormantes.
La stratégie de dormance est alors une stratégie de minimisation de risques: l'espèce handicape sa reproduction les bonnes années pour augmenter les chances de survie lorsque les conditions sont dures. La stratégie optimale (caractérisée par un pourcentage de graines germant chaque année) est alors celle qui maximise la croissance de la population (mesurée par son stock de graines) à long terme, étant donné des probabilités d’occurrence pour chaque type d'environnement externe.
L'équation maîtresse du modèle de Cohen pour l'évolution du nombre de graines entre deux reproductions successives est
{\displaystyle S_{t+1}=(1-G)(1-D_{t})S_{t}+GS_{t}Y_{t},}
où
- {\displaystyle S_{t}} et {\displaystyle S_{t+1}} sont respectivement le nombre total de graines à l'an {\displaystyle t} et à l'an {\displaystyle t+1}, juste après les événements reproducteurs respectifs.
- {\displaystyle G} est le pourcentage de graines présentes à l'année {\displaystyle t} qui germeront avant l'année {\displaystyle t+1}. Ainsi, {\displaystyle (1-G)S_{t}} graines restent dormantes.
- {\displaystyle D_{t}} est le pourcentage de graines dormantes qui ne survivent pas à la saison {\displaystyle t}. Ainsi, {\displaystyle (1-G)(1-D_{t})S_{t}} est le pourcentage de graines à l'année {\displaystyle t+1} issues de l'année {\displaystyle t}.
- {\displaystyle Y_{t}} est le nombre moyen de graines produites, lors de l’événement reproducteur en l'an {\displaystyle t+1}, par chacune des graines ayant germé. Ce nombre est donc une variable aléatoire capturant la stochasticité du milieu, car il tient compte en même temps de la capacité des graines germant à survivre et de la capacité des survivants à produire des graines.

{\displaystyle G} est ici la variable qui peut être optimisée par l'espèce, les autres quantités étant des paramètres. Le modèle suppose l'existence de plusieurs conditions environnementales indexées par {\displaystyle (i,j)} et donnant lieu à des progénitures de tailles {\displaystyle Y=Y_{i}} et des taux de survie {\displaystyle D=D_{j}}. Un de ces environnements est par ailleurs choisi, chaque année, avec une probabilité {\displaystyle p_{ij}} indépendamment de l'année précédente. Dans ce cas le taux de croissance asymptotique de la population est
{\displaystyle r_{\infty }=\lim _{N\rightarrow \infty }{\frac {\log(S_{N})}{N}}=\sum _{ij}p_{ij}\log \left[(1-G)(1-D_{j})+GY_{i}\right].}
Ce taux décroit avec {\displaystyle D_{j}} (la mort de graines n'a aucun intérêt évolutif) et croit avec les {\displaystyle Y_{i}} (une reproduction accrue n'a, dans ce modèle, aucun coût évolutif). L'influence de {\displaystyle G} est plus complexe, conséquence du compromis à l'origine de la stratégie de minimisation de risques.
La valeur optimale {\displaystyle G_{\mathrm {max} }}, obtenue en maximisant {\displaystyle r_{\infty }}, est solution de l'équation

| {\displaystyle \sum _{ij}p_{ij}{\frac {Y_{i}+D_{j}-1}{(1-G)(1-D_{j})+GY_{i}}}=0} | \| \| \| \| \| \| \| \| | (Eq. 2) |
|                                                                                  |                         |         |
|                                                                                  |                         |         |
Dans le cas où {\displaystyle D} serait constant et un seul environnement serait hostile (avec probabilité {\displaystyle p}) et les autres très favorables, i.e. {\displaystyle Y_{i}\rightarrow \infty } pour tout {\displaystyle i} sauf un certain {\displaystyle i=\ell } pour lequel {\displaystyle Y_{\ell }=0}, cette équation se réduit à {\displaystyle (1-p)/G=p/(1-G)} dont la solution est {\displaystyle G_{\mathrm {max} }=1-p}. La proportion optimale de graines à germer tend donc vers la probabilité d'avoir une bonne année, {\displaystyle G_{\mathrm {max} }=1-p}. Ceci montre à quel point les mauvaises années peuvent avoir un impact sur le développement à long terme. Si en revanche toutes les valeurs de {\displaystyle Y} sont suffisamment importantes, l'équation n'a pas de solution {\displaystyle 0<G<1} et la valeur optimale est en fait {\displaystyle G_{\mathrm {max} }=1}. La raison en est que les deux environnements étant favorables il n'y a pas d'intérêt à retarder la germination des graines. Dans le cas général il n'existe pas d'expression analytique pour {\displaystyle G_{\mathbb {max} }}, mais on peut tout de même trouver la condition pour que la stratégie de minimisation de risques existe, c'est-à-dire pour que {\displaystyle G_{\mathrm {max} }<1}. Concrètement, il faut que
{\displaystyle \mathbb {E} \left[{\frac {1-D}{Y}}\right]=\sum _{ij}p_{ij}{\frac {1-D_{j}}{Y_{i}}}>1.}
Si cette condition n'est pas satisfaite, la stratégie optimale est de développer toutes les graines, {\displaystyle G_{\mathrm {max} }=1}. Il n'y a pas besoin de minimiser le risque. Lorsque la mortalité des graines augmente, minimiser le risque devient de plus en plus compliqué, ce qui traduit le fait que garder des graines, alors que celles-ci ont moins de chances de survivre à la saison, est moins rentable. A contrario, la condition est d'autant plus facile à valider que {\displaystyle Y} peut prendre des petites valeurs, car cela fait augmenter l'espérance. En particulier, elle est toujours vérifiée dès lors que l'issue {\displaystyle (Y=0,D\neq 1)} (environnement totalement hostile) a une probabilité non nulle d'arriver. En effet, une espèce ne faisant pas de compromis serait dans ce cas tôt ou tard éradiquée par un de ces événements catastrophiques.

### Prise en compte de la plasticité phénotypique
Le modèle précédent suppose un taux de germination constant {\displaystyle G}. Or, les conditions environnementales au moment où les graines doivent 'décider' entre germer ou rester dormantes sont souvent corrélées, du moins en partie, avec les conditions environnementales futures. Une stratégie possible pour les graines serait alors de tenir compte de ces corrélations et d'utiliser l'information au moment où elles germent pour inférer des probabilités sur les conditions futures, et ainsi faire varier, d'année en année et en réponse à ces premiers signaux environnementaux, leurs taux de germination. Ce modèle développé suppose ainsi que
1. au moment de la germination, les graines ressentent un signal environnemental en fonction duquel elles peuvent s'adapter (par exemple, l'occurrence des premières pluies[13] ou la densité d'individus compétiteurs[14]). Ce signal est une variable aléatoire prenant des valeurs {\displaystyle R_{k}}.
2. il existe une certaine corrélation entre les valeurs prises par les variables {\displaystyle Y} et {\displaystyle D} et les valeurs prises par {\displaystyle R}. Cette corrélation est totalement caractérisée par les probabilités {\displaystyle p_{ij|k}} d'observer {\displaystyle Y=Y_{i}} et {\displaystyle D=D_{j}} au cours de l'année sachant que le signal environnemental au moment de la germination a été {\displaystyle R=R_{k}}.
3. les graines peuvent adapter leur taux de germination en fonction du signal {\displaystyle R}. Ainsi, à chaque signal {\displaystyle R_{k}} est associé un taux {\displaystyle G_{k}}. Elles ne peuvent pas adapter {\displaystyle G} aux valeurs de {\displaystyle Y} et {\displaystyle D} qui, au moment de la germination, demeurent inconnues, mais elles peuvent jouer sur les corrélations entre {\displaystyle R,Y,D} pour trouver la stratégie optimale.

Le taux de croissance asymptotique s'obtient à partir du modèle initial en réalisant le remplacement {\displaystyle p_{ij}\rightarrow p_{ijk}=p_{ij|k}\cdot p_{k}}. Ici, {\displaystyle p_{ijk}} est la probabilité d'observer le système dans l'état {\displaystyle R_{k},Y_{i},D_{j}}, reliée par la formule de Bayes à {\displaystyle p_{ij|k}} au moyen de la probabilité (globale) {\displaystyle p_{k}} d'observer {\displaystyle R=R_{k}} au moment de la germination.
{\displaystyle r_{\infty }=\lim _{N\rightarrow \infty }{\frac {\log(S_{N})}{N}}=\sum _{ijk}p_{ij|k}p_{k}\log \left[(1-G_{k})(1-D_{j})+G_{k}Y_{i}\right].}
La plante peut désormais optimiser sur chacune des valeurs {\displaystyle G_{k}}, ce qui donne les conditions
{\displaystyle \sum _{ij}p_{ij|k}{\frac {Y_{i}+D_{j}-1}{(1-G_{k})(1-D_{j})+GY_{i}}}=0.}
L'optimisation sur {\displaystyle G_{k}} est donc indépendante de celle sur {\displaystyle G_{\ell }} pour {\displaystyle k\neq \ell }, ce qui traduit le fait que les corrélations sur plusieurs années n'ont pas été considérées. Cette équation étant similaire à (Eq. 2) elle peut être traitée de la même façon. En particulier, la condition pour avoir de la minimisation de risques sur {\displaystyle G=G_{k}} est {\displaystyle \mathbb {E} \left[({1-D})/{Y}{\big |}R=R_{k}\right]>1.} Lorsque cette condition n'est pas respectée, {\displaystyle G_{k}=1} est optimal. Lorsqu'elle est respectée, {\displaystyle G_{k,\mathrm {max} }<1}. Deux cas limites sont intéressants:
1. Lorsque {\displaystyle R} est en fait décorrélé de {\displaystyle Y,D}, c'est-à-dire {\displaystyle p_{ij|k}=p_{ij}}, on récupère la même équation pour tout {\displaystyle k} et donc la même proportion optimale de germination tous les ans : la graine n'ayant aucune information sur l'année à venir il n'y a pas d'optimisation possible à court terme.
2. Lorsque {\displaystyle R} détermine parfaitement {\displaystyle Y,D}, c'est-à-dire que {\displaystyle p_{ij|k}=1} pour un certain couple {\displaystyle (i,j)} (dépendant de {\displaystyle k}) et {\displaystyle 0} pour les autres, il n'y a pas de possibilité de bet-hedging. L'environnement est alors faussement stochastique, car la graine est capable de prédire les valeurs {\displaystyle Y_{i},D_{j}} pour l'année en cours. La plante choisit alors soit une germination complète si {\displaystyle Y_{i}+D_{j}>1} soit une absence totale de germination si {\displaystyle Y_{i}+D_{j}<1}.

Ce développement du modèle de Cohen tient donc compte en même temps des stratégies de minimisation de risques et de la plasticité phénotypique. Lorsque {\displaystyle Y,D,R} sont décorrélés, on obtient du bet-hedging sans plasticité comme dans le modèle initial. A l'inverse, lorsque la corrélation est parfaite la stratégie de la plante relève purement de la plasticité phénotypique, l'adaptation à l'environnement étant renouvelée à chaque année sans vision de futur. Dans le cas général, la stratégie de la plante est un mélange des deux.

### Corroboration empirique
La confirmation expérimentale des prédictions du modèle de Cohen est rendue déclicate par,,:
1. les possibles effets de dormance associés non pas à une variabilité environnementale mais à une réduction de la compétition entre individus d'une même progéniture et avec leurs parents.
2. d'éventuels effets maternels, moyennant lesquels le phénotype de la progéniture est corrélé au phénotype du parent.

Tout de même, les expériences tendent à confirmer les prédictions du modèle de Cohen,,. Concrètement, les auteurs étudient le comportement de Bicutella didyma et Bromus fasciculatus. Ces deux espèces présentent une répartition géographique le long d'un gradient Nord-Sud de précipitations en Israël. Ainsi, quatre sites ont été considérés, le plus aride étant le plus septentrional et le plus humide étant le plus méridional. La variation dans les précipitations s'accompagne d'un gradient dans leur stochasticité. Le site le plus humide est celui ou les fluctuations sont les plus faibles, tandis que le site le plus aride est celui où elles sont plus importantes. L'étude conclut que
1. il existe une variabilité intra spécifique dans la dormance des graines le long du gradient géographique. La germination est plus faible au Nord, où des épisodes d'aridité accrue sont plus susceptibles de se produire.
2. le taux de germination intra spécifique pour un site donné ne dépend pas significativement de l'année considérée, malgré la variation inter-annuelle dans les précipitations observées.
3. lorsque des graines sont transplantées de leur site d'origine vers un autre site, leurs taux de germination restent hiérarchisés de la même façon

Ainsi, le taux de dormance dépend bien de la localisation géographique, ce qui est cohérent avec une influence des fluctuations environnementale. Par ailleurs, le fait que les graines provenant de sites humides germent davantage que les graines provenant de sites arides alors même qu'elles ont été transplantées dans des sites arides appuie l'hypothèse d'un fort déterminisme génétique. Ceci est clé pour considérer que l'on est bien en présence d'une stratégie de minimisation des risques. Enfin, l'absence de corrélation significative avec les variations environnementales à court terme montre que la plasticité phénotypique n'entre peu ou pas en jeu. Ainsi, pour ces espèces, les observations sont donc cohérentes avec le modèle de Cohen.

## Aspects évolutifs
Un phénomène évolutif est caractérisé par des extinctions et fixations répétées d’allèles. La nature de l’évolution adaptative varie en fonction de la fréquence des changements environnementaux, l’adaptabilité de la population (c’est-à-dire la capacité de mutation ou de sélection en réponse aux fluctuations) le rapport coût/bénéfice des différentes stratégies etc. Ainsi, une dynamique évolutive doit prendre en compte la probabilité d’apparition d’un allèle (par mutation ou flux de gènes), sa probabilité de fixation dans la population (qui dépend de la taille de celle-ci) et la vitesse à laquelle cette fixation a lieu. Dans des petites populations, la dérive génétique peut en effet mener un allèle à l'extinction alors même qu'il a une valeur sélective forte. Ainsi, pour qu’un allèle responsable d’une stratégie de minimisation des risques se fixe dans la population, la dérive génétique doit être suffisamment lente pour que la sélection naturelle favorise cet allèle adapté à l'environnement changeant.
La minimisation des risques coexistant souvent avec d’autres phénomènes adaptatifs, leur distinction n’est donc pas aisée. La stratégie diversifiée de minimisation des risques, par exemple, se caractérise par la capacité à générer une haute fréquence de phénotypes distincts grâce à mécanismes  de polymorphisme et de microplasticité, le premier étant commun avec la plasticité phénotypique. La microplasticité, elle, ne répond pas aux signaux environnementaux: elle est responsable d’une imprécision dans le développement, menant ainsi à une proportion élevée de variance phénotypique. Ainsi, bien que bet-hedging et plasticité phénotypique soient très différents d'un point de vue évolutif, leurs bases de fonctionnement se recoupent.
Des expériences en laboratoire ont mis en évidence l’apparition de stratégies de minimisation des risques chez les bactéries lorsque les populations sont soumises à des règles d’exclusion ou des goulots d’étranglement. Ces deux processus joueraient donc un rôle clé dans l’adaptation à une sélection fluctuante en milieu naturel. Ces expériences permettent d’émettre l’hypothèse que la minimisation des risques pourrait être une des premières stratégies adaptatives mises en place en réponse aux environnements variables.
Lorsque la valeur adaptative est influencée par des variances environnementales ayant aussi bien des composantes prévisibles qu'imprévisibles, on peut s’attendre à un mélange de plasticité phénotypique et de minimisation des risques. Dans ce cas, la réponse adaptative prend des valeurs approchant les normes de réaction.

## Exemples issus du Vivant

### Diapause chez les Rotifères
Brachionus plicatilis est une espèce de Rotifère Monogonte vivant dans des eaux saumâtres. Pour faire face à des conditions environnementales incertaines et une mauvaise prédictibilité de l’habitat, cette espèce met en place une stratégie de minimisation des risques maternelle exprimée chez la progéniture. Les individus adultes ne vivent en effet généralement qu’une seule saison et re colonisent périodiquement les colonnes d’eau. Après la reproduction, les femelles pondent des œufs et les enfouissent dans les sédiments. Leur éclosion a lieu en diapause, c’est-à-dire de manière graduelle dans le temps. Il existe une corrélation positive entre la prédictibilité de l’habitat et l’éclosion d’œufs en diapause.
Lorsque la prédictibilité d’un habitat est mauvaise, les œufs ont un faible taux d’éclosion, la survie des nouveaux individus risquant d'être fortement réduite. Au contraire, lorsque cette prédictibilité est bonne, le taux d’éclosion est maximal afin de profiter de l’opportunité qu’offre un habitat favorable. Ainsi, quand l’état du milieu n’est pas prédictible, une éclosion asynchrone des œufs permet d'assurer la survie d'au moins une partie de la descendance, que l'année soit plus ou moins favorable. Lorsque cette stratégie porte ses fruits, la fitness augmente avec la probabilité qu’au moins un sous-ensemble de la progéniture ait un phénotype avantageux dans l’environnement futur. Cela correspond à l'adage de « ne pas mettre tous ses œufs dans le même panier ». De manière générale, pour les organismes possédant des propagules résistantes et persistantes (spores, oeufs, graines etc.), le bet hedging diversifié permet aux populations d'éviter l’extinction grâce à la progéniture retardée dans le temps, à travers différentes saisons.

### Diversité phénotypique chez les bactéries
La minimisation de risques chez Sinorhizobium meliloti (une bactérie du genre Rhizobium présentant une symbiose avec les Fabacées), se présente comme une stratégie de diversification des phénotypes lors des périodes de famine. Lorsqu’un nodule devient sénescent, la bactérie doit s’échapper et trouver un nouvel hôte. Deux cas sont possibles: soit elle retrouve directement un hôte, soit elle attend en persistant dans les sols. Dans ce deuxième cas, les cellules accumulent du PHB (Polyhydroxnybutyrate) pour survivre. Quand elle se retrouve limitée en carbone, S. meliloti, incapable de prévoir les conditions environnementales futures, se scinde en deux et donne des cellules-filles de phénotypes différents. Ce phénomène ne relève pas de la pure plasticité phénotypique. En effet, l’une des cellules-filles possède une faible teneur en PHB, et en cas de courte famine favorise son utilisation immédiate pour se reproduire, augmentant ainsi la compétitivité pour les ressources exogènes et la nodulation, tandis que l’autre cellule-fille, ayant une haute concentration en PHB, peut survivre plus d’un an en cas de longue famine en favorisant une consommation lente de son stock. Ainsi la production de deux phénotypes différents augmente la valeur sélective de la lignée. Le phénomène n'est pas non plus du pur bet-hedging, car la cellule-mère ne met en place cette stratégie qu'en cas de pénurie de carbone. Ce cas est donc un exemple d'une stratégie mixant minimisation des risques à long terme et plasticité phénotypique à court terme.

### Accouplement multiple
L’accouplement multiple des femelles (ou polyandrie) peut-être considérée comme un mécanisme génétique de minimisation de risques. Celui-ci permet aux femelles de réduire l’incertitude lorsqu’elles n’ont pas assez d’informations pour évaluer la qualité des gènes de leur partenaire. En multipliant le nombre de partenaires, elles augmentent la probabilité de rencontrer des gènes avantageux dans l’environnement, améliorant ainsi la fitness de leur descendance. Cet accouplement multiple aléatoire peut donc être plus compétitif que l’accouplement unique aléatoire lorsque la fréquence des mâles, la taille de la population de femelles et les coûts de ré-accouplement sont faibles. Lorsque la fréquence des « bons » mâles est élevée, la stratégie d’accouplement multiple n’est pas nécessaire car la probabilité de choisir un bon mâle est grande. À l’inverse, lorsque la fréquence des bons mâles est faible il sera avantageux de multiplier les accouplements afin de d’accroître la probabilité de tomber sur un bon mâle. Chez Tribolium castaneum, les femelles polyandres ont une fitness plus importante que celles qui ont un partenaire unique. Cette stratégie de minimisation des risques et la sélection sexuelle étant très ressemblantes, il n’est pas toujours facile de différencier l’une de l’autre, d’autant plus que les deux peuvent coexister.